# Pimpinella tessmannii
Pimpinella tessmannii är en flockblommig växtart som beskrevs av H.Wolff. Pimpinella tessmannii ingår i släktet bockrötter, och familjen flockblommiga växter. Inga underarter finns listade i Catalogue of Life.